# Tours
Tours je grad u središnjoj Francuskoj, u regiji Centre, prefektura departmana Indre-et-Loire. Centar je francuske povijesne regije Touraine. Tours je najveći grad u regiji Centre, ali nije administrativno središte regije, već je to drugi po veličini grad Orléans. Po podacima iz 2009. godine broj stanovnika u gradskoj općini je bio 138.268, dok je gradska aglomeracija imala 345.575 stanovnika. Smješten je na donjem toku rijeke Loire, između Orléansa i atlantske obale. Na jugu grada protječe rijeka Cher. Regija oko Toursa je poznata po vinima i lokalnom govoru koji je najbliži standardnom francuskom jeziku.

## Povijest
U vrijeme prije dolaska Rimljana ovdje je živjelo keltsko pleme po kojemu je grad dobio današnje ime. Rimski grad na ovom mjestu se zvao Caesarodunum (Cezarovo brdo) ili Urbs Turonum. U 3. stoljeću Sveti Gracijan je postao prvi biskup Toursa. Sveti Martin, koji je 372. posvećen za trećeg biskupa, prenio je moći Svetog Gracijana u gradsku katedralu. Grob Svetog Martina je od vremena Merovinga bilo omiljeno hodočasničko mjesto s posebnim simboličkim značajem. U 6. stoljeću biskup  Gregor od Toursa opisao je "Povijest Franaka" (Historia Francorum). Karlo Martel je 732. pobijedio Maure na području između Toursa i Poitiersa (Bitka kod Poitiersa), i time trajno otklonio islamsku opasnost od zapadne Europe.
Od doba Karolinga (od 751.) Tours je bio centar grofovije Touraine. Vikinzi su 853. i 903. opljačkali grad. Od 1044. grad je pripadao Anžuvinskoj grofoviji. Kada su 1154. Plantageneti postali kraljevi Engleske, pokrajina Touraine je postala dio Anžuvinskog carstva. Francuski kralj Filip II. je 1203. zauzeo grad Tours i okolicu. Kralj Luj XI. je podigao tvrđavu zapadno od Toursa koja je služila kao pomoćna kraljevska rezidencija. Sve do sredine 16. stoljeća ovdje su redovito boravili kralj i dvorjani. Tours je doživio ekonomski procvat dijelom i zbog proizvodnje svile, koja je započeta u doba kralja Franje I. Kasnije se dvor preselio u Pariz i Versailles, tako da je značaj Toursa opao. Industrijalizaciji Toursa je doprinijela izgradnja željezničke pruge 1845. Komunistička partija Francuske osnovana je 1920. na kongresu u Toursu. Grad su 1940. zauzeli Nijemci. Saveznici su 1944. bombardirali strateški važan most na Loirei u Toursu i pritom teško oštetili grad. Poslijeratni gradonačelnik Jean Royer je tijekom svoje 36-godišnje vlasti uspio obnoviti povijesni centar grada. Istovremeno je izgrađena industijski dio grada na jugu, na obalama rijeke Cher. Sveučilište François Rabelais je otvoreno u Toursu 1970. i to u centru grada na obali Loire.

## Poznate osobe
- Honoré de Balzac
- Jean Fouquet
- Zaz
- Nâdiya

## Gradovi prijatelji
- Mülheim an der Ruhr, Njemačka
- Segovia, Italija
- Parma, Italija
- Luoyang, Kina
- Springfield, SAD
- Minneapolis, SAD
- Trois-Rivières, Kanada
- Takamatsu, Japan
- Brașov, Rumunjska